# Михасько, Василий Васильевич
Василий Васильевич Михасько — советский литовский хозяйственный деятель, Герой Социалистического Труда.

## Биография
Родился в 1928 году в селе Геройское. Член КПСС с 1958 года.
Окончил Херсонское мореходное училище.
В 1949—1969 — капитан-директор большого морозильного рыболовного траулера «Крылов» Литовского производственного управления рыбной промышленности.
В 1969—1990 — старший помощник капитана БМРТ Клайпедской базы Министерства морского флота СССР.
Указом Президиума Верховного Совета СССР от 13 апреля 1963 года присвоено звание Героя Социалистического Труда с вручением ордена Ленина и золотой медали «Серп и Молот».
Депутат Верховного Совета Литовской ССР 4-го созыва.
Жил в Клайпеде.

## Награды и звания
- Герой Социалистического Труда (13.04.1963)
- Орден Ленина (1960, 13.04.1963)